# NGC 3375
NGC 3375 (другие обозначения — MCG -2-28-8, MCG -1-28-2, PGC 32205) — линзообразная (S0), по более поздним наблюдениям — эллиптическая галактика. Находится в созвездии Секстанта.
Этот объект входит в число перечисленных в оригинальной редакции «Нового общего каталога».
Согласно наблюдениям 2014 года, галактика была переквалифицирована из линзовидных в эллиптические, поскольку её звёздная компонента не вращается регулярным образом, дисперсия скоростей звёзд превышает 150 км/с и постоянна по радиусу. Возраст звёзд 4—7 млрд лет, центр более старый (ок. 10 млрд лет), проявляется заметный градиент металличности, что также свойственно для эллиптических галактик.